# Maytime
Maytime est un film américain réalisé par Louis Gasnier et sorti en 1923.

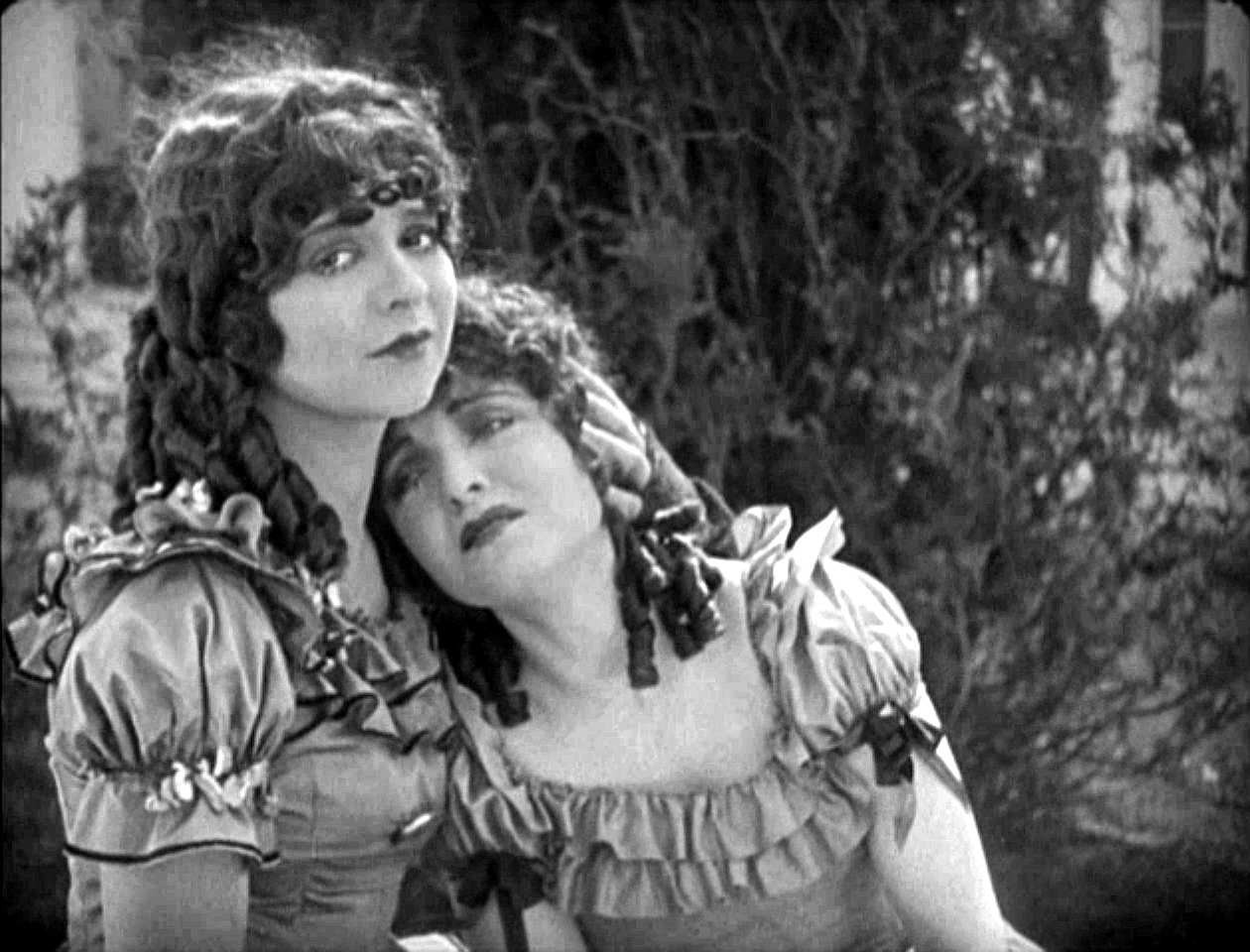
Clara Bow et Ethel Shannon dans Maytime

Le film était considéré comme perdu, mais 4 bobines sur les 7 que compte le film ont été préservées.

## Fiche technique
- Réalisation : Louis Gasnier
- Scénario : Olga Printzlau, Rudolf Bernauer et Rudolf Schanzer d'après une pièce de Cyrus Wood et Rida Johnson Young
- Production : B. P. Schulberg
- Photographie : Karl Struss
- Durée : 80 minutes
- Date de sortie: 
  - États-Unis : 16 novembre 1923

## Distribution
- Ethel Shannon : Ottilie Van Zandt
- Harrison Ford : Richard Wayne
- William Norris : Matthew
- Clara Bow : Alice Tremaine
- Wallace MacDonald : Claude Van Zandt
- Josef Swickard : Colonel Van Zandt
- Martha Mattox : Mathilda
- Betty Francisco : Ermintrude
- Robert McKim : Monte Mitchell
- Julie Bishop : petite fille
- Edna Tichenor : Cleo